# Irina Mirošničenko
Irina Petrovna Mirošničenko (in russo Иpина Пeтpoвна Миpoшничeнкo?; Barnaul, 24 luglio 1942 – Mosca, 3 agosto 2023) è stata un'attrice sovietica.

## Filmografia parziale
- A zonzo per Mosca (Ja šagaju po Moskve), regia di Georgij Danelija (1964)
- Andrej Rublëv (Андрей Рублёв), regia di Andrej Tarkovskij (1966)
- Korolevskaja regata (Королевская регата), regia di Jurij Stepanovič Čuljukin (1966)
- Nikolaj Bauman (Николай Бауман), regia di Semёn Isaevič Tumanov (1967)
- Ošibka rezidenta (Ошибка резидента), regia di Veniamin Davydovič Dorman (1968)
- Zio Vanja (Djadja Vanja), regia di Andrej Končalovskij (1970)
- Missija v Kabule (Миссия в Кабуле), regia di Leonid Aleksandrovič Kvinichidze (1970)
- Prišël soldat s fronta (Пришёл солдат с фронта), regia di Nikolaj Nikolaevič Gubenko (1971)
- Eto sladkoe slovo: svoboda (Eto sladkoe slovo - svoboda!), regia di Vytautas Žalakevičius (1973)
- Doverie (Доверие), regia di Viktor Ivanovič Tregubovič e Edvin Laine (1976)
- ... I drugie oficial'nye lica (...И другие официальные лица), regia di Semёn Davidovič Aranovič (1976)
- Vam i ne snilos'... (Вам и не снилось...), regia di Il'ja Abramovič Frėz (1981)
- Staryy novyy god (Cтаpый Нoвый гoд), regia di Naum Ardašnikov e Oleg Nikolaevič Efremov (1981)
- Priznat' vinovnym (Признать виновным), regia di Igor' Voznesenskij (1983)
- Zimnjaja višnja (Зимняя вишня), regia di Igor' Fëdorovič Maslennikov (1990)

## Premi e onorificenze
- Artista del popolo della RSFSR (1988)